# Benetton B198
Chronologie des modèles (1998)
Benetton B197 Benetton B199
La Benetton B198 est la monoplace de Formule 1 engagée par l'écurie italienne Benetton Formula lors de la saison 1998 de Formule 1. Elle est pilotée par l'Italien Giancarlo Fisichella et l'Autrichien Alexander Wurz. L'écurie n'emploie pas de pilote d'essais cette saison.

## Historique

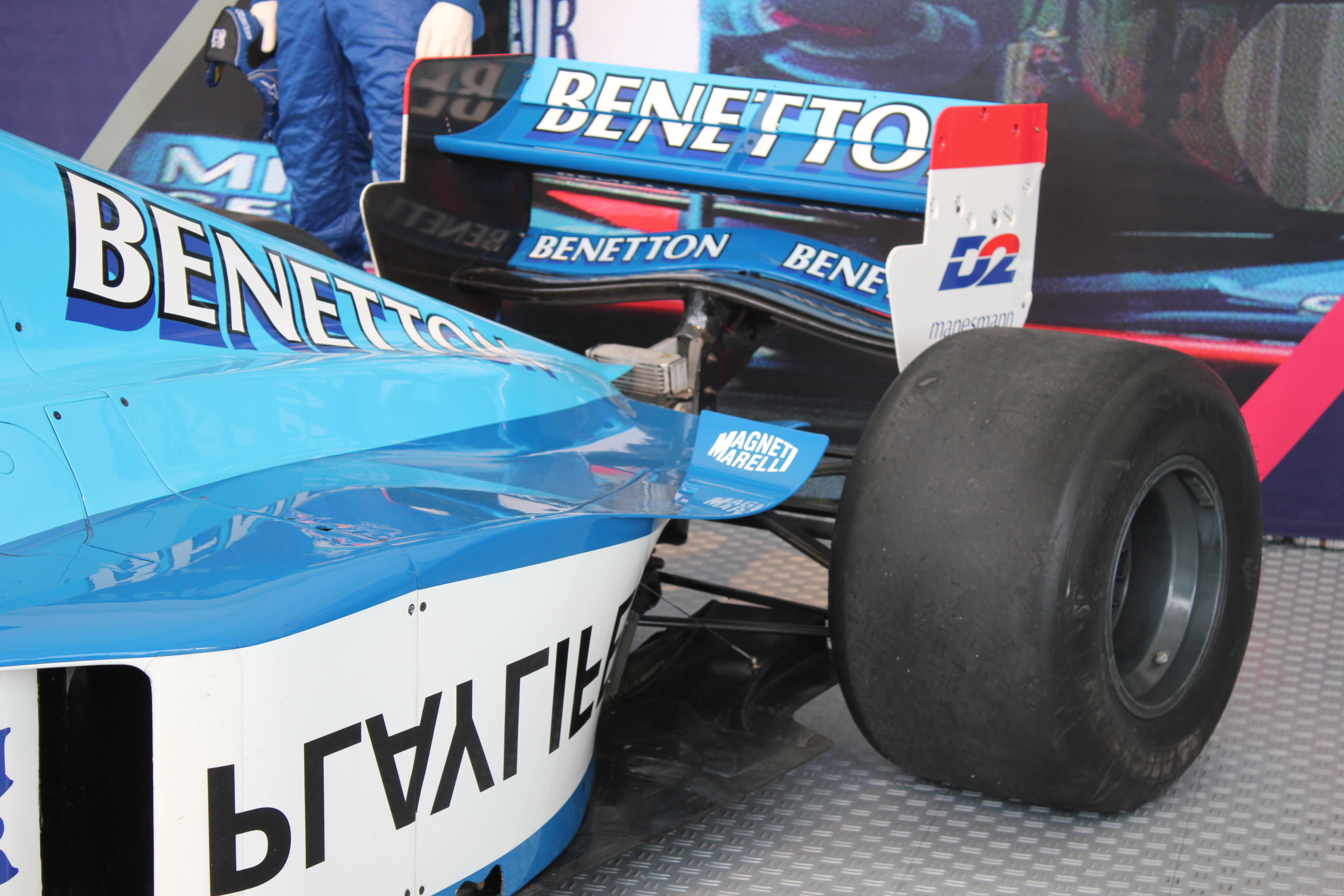
Le train arrière de la Benetton B198.

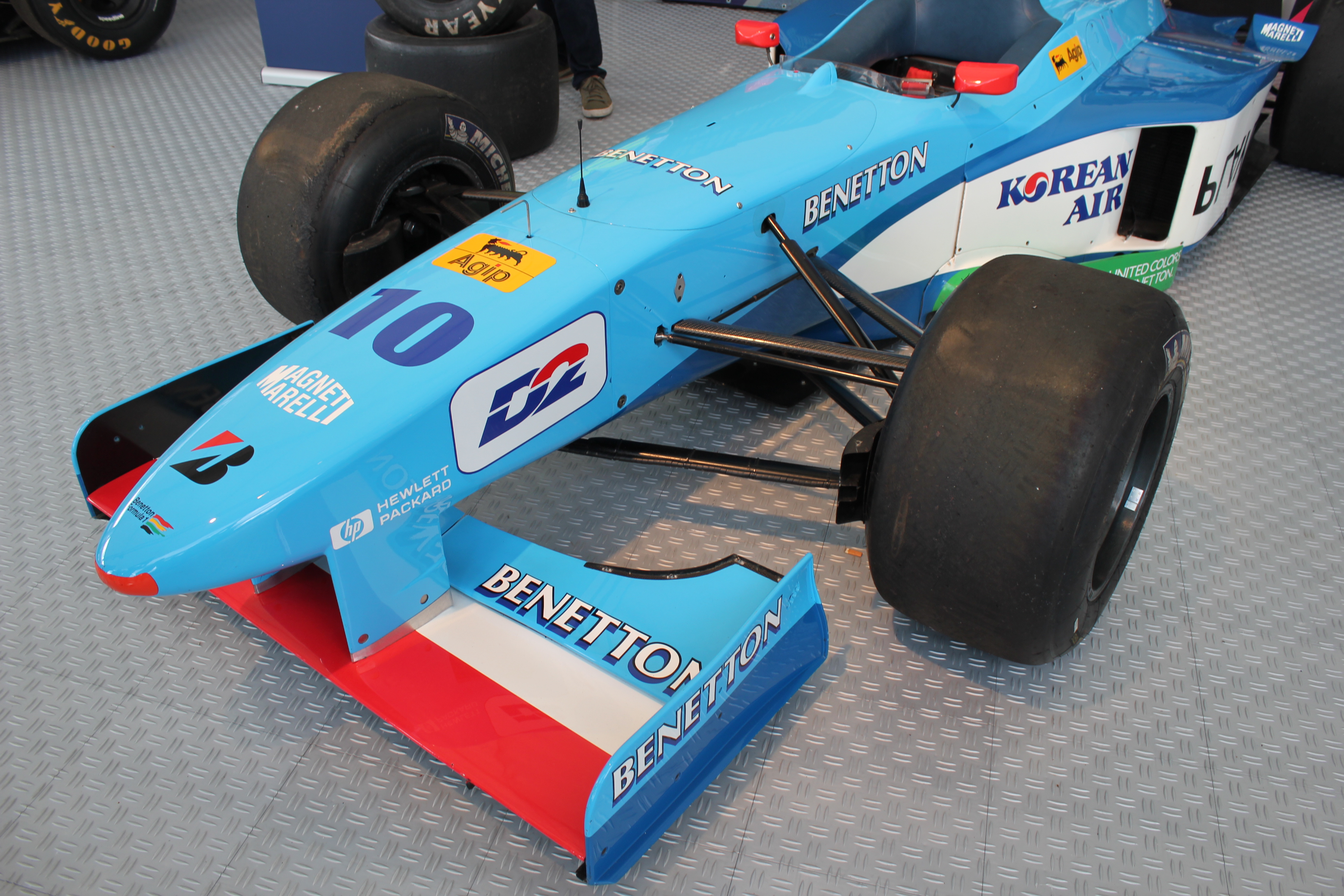
Le train avant de la Benetton B198.

La saison 1998 marque un nouveau tournant dans l'histoire de l'écurie italienne : le directeur technique, Flavio Briatore présent depuis 1989, est remplacé par David Richards, un ancien copilote de rallye et fondateur de la société Prodrive. Au niveau de la motorisation, Renault Sport quitte la Formule 1 et Benetton doit utiliser le moteur Renault RS9 de l'an passé, rebadgé Playlife.
Benetton marque ses premiers points de la saison au Grand Prix du Brésil où Alexander Wurz et Giancarlo Fisichella se classent respectivement quatrième et sixième. Lors de la manche suivante, en Argentine, le pilote autrichien réitère sa performance et réalise par la même occasion le meilleur tour en course,. À Monaco et au Canada, Giancarlo Fisichella offre à l'écurie deux podiums grâce à ses deux deuxièmes places,.
Les deux monoplaces terminent une nouvelle fois dans les points au Grand Prix de Grande-Bretagne mais ce sont les derniers points avant l'avant-dernier Grand Prix de la saison, au Nürburgring, où Fisichella termine sixième,. Le pilote italien décroche la première pole position de sa carrière au Grand Prix d'Autriche. Fisichella ne parvient pas à conserver sa première place en course et s'accroche avec le pilote Sauber Jean Alesi au vingt-et-unième tour, provoquant l'abandon des deux pilotes. En fin de saison, Bridgestone décide de favoriser McLaren Racing, en lice pour le titre des constructeurs, pour ce qui est de l'équipement en pneumatiques au détriment de Benetton.
À la fin de la saison, Benetton Formula termine cinquième du championnat des constructeurs avec 33 points. Alexander Wurz est huitième avec dix-sept points tandis que Giancarlo Fisichella prend la neuvième place du championnat des pilotes avec seize points. David Richards souhaite utiliser un moteur Ford-Cosworth pour la saison suivante alors que la famille Benetton souhaite un moteur Renault rebadgé Mecachrome. Ce conflit entraîne le licenciement de Richards au profit de Rocco Benetton.

## Résultats en championnat du monde de Formule 1

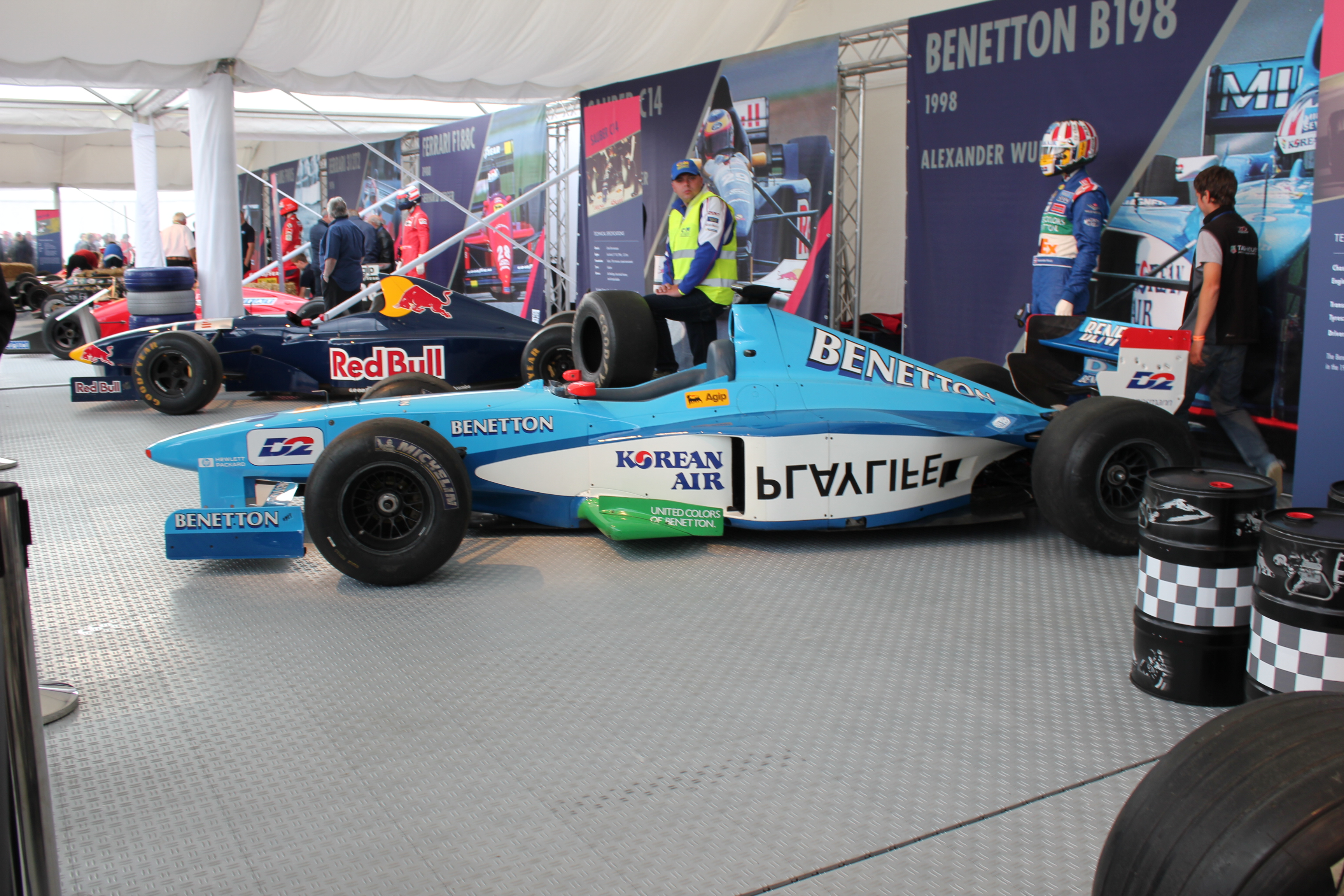
La Benetton B198 d'Alexander Wurz en exposition.

| Saison | Écurie                       | Moteur               | Pneus       | Pilotes              | Courses | Courses | Courses | Courses | Courses | Courses | Courses | Courses | Courses | Courses | Courses | Courses | Courses | Courses | Courses | Courses | Points inscrits | Classement |
| Saison | Écurie                       | Moteur               | Pneus       | Pilotes              | 1       | 2       | 3       | 4       | 5       | 6       | 7       | 8       | 9       | 10      | 11      | 12      | 13      | 14      | 15      | 16      | Points inscrits | Classement |
| ------ | ---------------------------- | -------------------- | ----------- | -------------------- | ------- | ------- | ------- | ------- | ------- | ------- | ------- | ------- | ------- | ------- | ------- | ------- | ------- | ------- | ------- | ------- | --------------- | ---------- |
| 1998   | Mild Seven Benetton Playlife | Playlife GC37-01 V10 | Bridgestone |                      | AUS     | BRÉ     | ARG     | SMR     | ESP     | MON     | CAN     | FRA     | GBR     | AUT     | ALL     | HON     | BEL     | ITA     | LUX     | JAP     | 33              | 5e         |
| 1998   | Mild Seven Benetton Playlife | Playlife GC37-01 V10 | Bridgestone | Giancarlo Fisichella | Abd     | 6e      | 7e      | Abd     | Abd     | 2e      | 2e      | 9e      | 5e      | Abd     | 7e      | 8e      | Abd     | 8e      | 6e      | 8e      | 33              | 5e         |
| 1998   | Mild Seven Benetton Playlife | Playlife GC37-01 V10 | Bridgestone | Alexander Wurz       | 7e      | 4e      | 4e      | Abd     | 4e      | Abd     | 4e      | 5e      | 4e      | 9e      | 11e     | Abd     | Abd     | Abd     | 7e      | 9e      | 33              | 5e         |

Légende : ici 